# Паскал Брукнер
Паскал Брукнер (енгл. Pascal Bruckner; рођен 15. децембра 1948. у Паризу) је француски писац, један од „Нових филозофа” који је био истакнут седамдесетих и осамдесетих година 20. века. Велики део његовог рада био је посвећен критикама француског друштва и културе.

## Биографија
Брукнер је у младости похађао језуитске школе.
После студија на универзитетима Париз I и Париз VII Дидерот, а затим и на École Pratique des Hautes Études, Брукнер је постао шеф конференције на Институту за политичку политику у Паризу и сарадник у часопису Nouvel Observateur.
Брукнер је почео писати у духу нових филозофа или Нових филозофа. Објавио је Parias (Париас), Lunes de fiel (Зли анђели) (адаптиран као филм Романа Поланског) и Les voleurs de beauté (The Beauty Stealers) (Роман је добио награду Prix Renaudot 1997). Међу његовим есејима су La tentation de l'innocence („Искушење невиности”, награда Медисис 1995) и, чувено, Le Sanglot de l'Homme blanc (Сузе белог човека), напад на нарцисоидну и деструктивну политику намењена користи Трећем свету, а однедавно и La tyrannie de la pénitence (2006), књига о бескрајној самокритичности Запада, преведена као „Тиранија кривице” (2010).
Од 1992. до 1999. године, Брукнер је подржавао хрватске, босанске и косовске узроке против српске агресије, и подржао је Рат на Косову и Метохији, НАТО интервенцију на Косову 1999. године. 2003. године подржао је свргавање Садама Хусеина, али је касније критиковао грешке америчке војске.

## Сузе белог човека
Le Sanglot de l'Homme blanc (Сузе белог човека), у издању Éditions le Seuil у мају 1983. године, био је контроверзан опус. Аутор описује оно што види као антизападни и про — трећи светски сентиментализам неких левичара на Западу. Есеј је имао утицаја на читав тренд мишљења, посебно на Maurice Dantec и Мишела Уелбека. Наслов је варијација Киплинговог „Бремена белог човека”.

## Тиранија кривице: есеј о западном мазохизму
Брукнерово дело La Tyrannie de la Pénitence: Essai sur le Masochisme Occidental (Тиранија кривице: есеј о западном мазохизму) из 2006. године где тврди да су западни интелектуалци криви за себе, отварајући Запад масовној инвазији из Африке и муслиманског света који прети да уништи саме темеље своје културе. Левичарско гледиште може се сажети у изјави:
Бели човек је посејао тугу и пропаст где год је отишао.
Ова бела кривица навела је левичаре да не само да одбаце ренесансу већ и да романтизују Југ (Африку и Блиски исток) као невине жртве и погрде Израел.
Ништа није западније од мржње према Западу... Сва модерна мисао може се свести на механичко денунцирање Запада, истичући лицемерје, насиље и гнусност потоњег.
Европа се ослобађа злочина Холокауста оптужујући Израел, ослобађа се греха колонијализма оптужујући САД.
[Палестинско питање] „тихо је релегимизирало мржњу према Јеврејима”, чинећи Европу „болесним човеком планете”.
Закључује да САД остају „последња велика држава на Западу”, јер „док се Америка тврди, Европа преиспитује себе”.

### Критика мултикултурног етноцентризма
Брукнеров полемички став против етноцентричности неких дискурса мултикултурализма подстакао је међународну расправу.
У чланку под насловом Просветитељски фундаментализам или расизам анти-расиста?, бранио је Ayaan Hirsi Ali посебно против критика Ијан Бурума и Тимоти Гартон Еш-а. Према Брукнеру, модерни филозофи од Хајдегера до Гадамера, Дериде, Макса Хоркхајмера и Теодора Адорна извршили су широк напад на просветитељство, тврдећи да су „сва зла наше епохе била рођена овом филозофском и књижевном епизодом: капитализам, колонијализам, тоталитаризам”. Брукнер се слаже да историја двадесетог века сведочи о потенцијалу модерности за фанатизам, али тврди да се модерна мисао која је произашла из просветитељства показала способном да критикује сопствене грешке и да је „осуђујући ексцес просветитељства у концептима који исковано значи бити веран свом духу”.

## Књиге
- Parias: roman. 1985. ISBN 978-2-02-008732-2., Seuil. .
- Lunes de fiel: roman. 1981. ISBN 978-2-02-005856-8., Seuil. .
- Evil Angels: A Novel. Grove Press. 1987. ISBN 978-0-394-54138-9..
- Les Voleurs de beauté: roman, B. Grasset, 1997.
- Le divin enfant: roman. 1992. ISBN 978-2-02-013215-2., Seuil. .
- Божанско дете, Rupa & Co. 2005.  978-81-291-0302-4..
- La tentation de l'innocence. 1995. ISBN 978-2-253-13927-0., Grasset. .
- Temptation of innocence. Algora Publishing. 2000. ISBN 978-1-892941-56-5..
- Le Sanglot de l'Homme blanc. 1986. ISBN 978-0-02-904160-4., Éditions du Seuil, 1983; Simon & Schuster. .
- The Tears of the White Man: Compassion as Contempt. The Free Press. 1986. ISBN 978-0-02-904160-4..
- La Tyrannie de la Pénitence: Essai sur le Masochisme Occidental (Тиранија кривице: есеј о западном мазохизму. 2006. ISBN 978-2-246-64161-2.), Grasset. .
- The Tyranny of Guilt. преводилац Steven Rendall. Princeton University Press. 2010. ISBN 978-0-691-14376-7. „Pascal Bruckner tyranny.”
- Perpetual Euphoria: On the Duty to Be Happy. преводилац Steven Rendall. Princeton University Press. 2011. ISBN 978-0-691-14373-6.
- Фанатизам апокалипсе: спасити земљу, казнити људска бића, преводилац Steven Rendall =[5]  9780745669762.
- Парадокс љубави, преводилац Steven Rendall, .
- Да ли је пропао брак из љубави?, преводиоци Steven Rendall и Lisa Neal, Polity Books. 2013.  9780745669786..
- Имагинарни расизам: исламофобија и кривица, преводилац Steven Rendall, Cambridge, UK, Medford, MA, Polity Books, 2018.
- Украли су нам лепоту, преводилац Stuart Bell, The 87 Press, 2019.